# サムソンとデリラ (クラナッハ)
『サムソンとデリラ』（独: Samson und Delilah、英: Samson and Delilah）は、ドイツ・ルネサンス期の画家ルーカス・クラナッハ (父) が1528-1530年ごろ、ブナ板の上に油彩で制作した絵画である。『旧約聖書』の「士師記」(16:4-21) にあるサムソンの物語を主題としている。作品の小さなサイズは、個人的な場所に展示されたことを示唆する。作品は1976年にジョウン・ウィットニー・ペイソン (Joan Whitney Payson) 氏に遺贈されて以来、ニューヨークのメトロポリタン美術館に所蔵されている。

## 作品

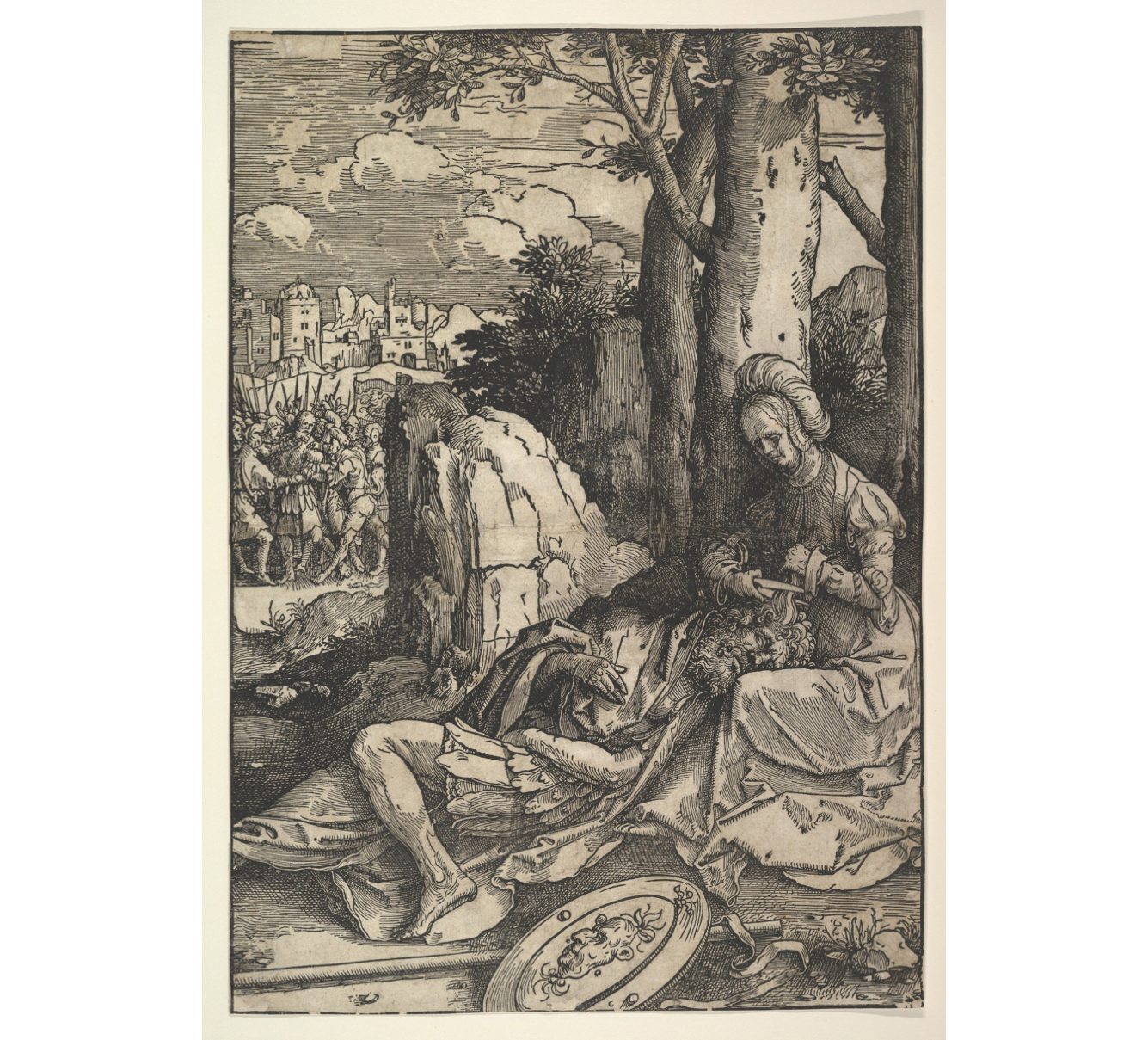
ルーカス・ファン・レイデンの木版画『サムソンとデリラ』 (1512年ごろ)、クリーブランド美術館

「士師記」によれば、サムソンは素手でライオンを殺し、1人で1000人も倒すほどの怪力を持っていたが、一方で女にはだらしなかった。ある時、サムソンは敵対するペリシテ人の女デリラに惚れ、髪の毛を切られると力がなくなるという自身の弱点を彼女に教えてしまう。その後、彼は髪の毛を切られ、力を失い、両目を抉られて投獄された。
クラナッハは、アルプス以北において初めて「サムソンとデリラ」の物語を板絵で取り上げた。本作は、アウクスブルクのシェッツラー宮殿にある同主題作の直後に制作された作品である。画面には、ペリシテ人との戦闘によって疲弊し、デリラの膝の上で眠りに落ちたサムソンの姿が描かれている。その足元には、彼がペリシテ人たちを殺すために用いたロバの顎骨がある。デリラはサムソンの髪の毛を切っているところで、彼の超人的な力を奪い取っている。クラナッハの時代の宮廷では、この『聖書』の物語は寓意的な意味をもっており、男性に恋の落とし穴と女性が持つと考えられた策略について警告するものであった。
本作は、ルーカス・ファン・レイデンの木版画『サムソンとデリラ』と関係しているであろう。この木版画は、クラナッハに画面構成の基本的な枠組みにおいて影響を与えたと考えられる。そのことは縦長の構図そのものや、森に覆われた背景から近づいてくるサムソンの敵ペリシテ人といったモティーフなど両作品に共通する要素から見て取れる。
デリラの纏う赤い衣装は、クラナッハの卓抜した技巧を如実に示している。早くも1555年、ニュルンベルクの歴史家ヨハン・ノイデルファー (Johann Neudörfer, 1497-1563年)は、絵画によってこれほど艶めいた素材感を喚起しうることに賞賛を惜しまなかった。一方、画面の大部分が黒く下塗りされ、単色の色面となっていることは、クラナッハ工房の効率化された絵画生産の手法を物語っている。